# ييبي أوكيلس
ييبي أوكيلس (بالدنماركية: Jeppe Okkels)‏ هو لاعب كرة قدم دنماركي في مركز نصف الجناح، ولد في 27 يوليو 1999 في الدنمارك في مملكة الدنمارك. لعب مع نادي سيلكيبورج.

## وصلات خارجية
- ييبي أوكيلس على موقع قاعدة بيانات كرة القدم.إي يو (الإنجليزية)
- ييبي أوكيلس على موقع Soccerway.com (الإنجليزية)
- ييبي أوكيلس على موقع عالم كرة القدم.نت (الإنجليزية)